# Departamento Chalatenango
Chalatenango  ist eines von 14 Departamentos in El Salvador und liegt im Norden des Landes an der Grenze zu Honduras. 
Die Hauptstadt des Departamentos ist die gleichnamige Stadt Chalatenango. Gegründet wurde Chalatenango am 14. Februar 1855.
Die Wasserkraftwerke Cerrón Grande und 5 de Nov am Río Lempa versorgen die Region mit Elektrizität. In Chalatenango befindet sich auch der höchste Berg von El Salvador, der El Pital mit 2730 Metern.

## Municipios
Das departamento Chalatenango ist in 33 Municipios unterteilt: 
- Agua Caliente
- Arcatao
- Azacualpa
- Chalatenango
- Citalá
- Comalapa
- Concepción Quezaltepeque
- Dulce Nombre de María
- El Carrizal
- El Paraíso
- La Laguna
- La Palma
- La Reina
- Las Vueltas
- Nombre de Jesús
- Nueva Concepción
- Nueva Trinidad
- Ojos de Agua
- Potonico
- San Antonio de la Cruz
- San Antonio Los Ranchos
- San Fernando
- San Francisco Lempa
- San Francisco Morazán
- San Ignacio
- San Isidro Labrador
- San José Cancasque
- San José Las Flores
- San Luis del Carmen
- San Miguel de Mercedes
- San Rafael
- Santa Rita
- Tejutla